# Andrzej Jakimowicz
Andrzej Jakimowicz, (ur. 28 stycznia 1919 w Warszawie, zm. 19 października 1992 tamże) – polski historyk sztuki, uczestnik powstania warszawskiego ps. „Anzelm”.

## Życiorys
Był synem architekta Konstantego Jakimowicza. W 1938 roku ukończył I Państwowe Gimnazjum i Liceum im. Stefana Batorego w Warszawie. Przed wojną rozpoczął studia na ASP w Warszawie, a w czasie okupacji ukończył Szkołę Sztuk Zdobniczych w Krakowie. Po powrocie do Warszawy w 1942 roku działał w konspiracji wykonując na zlecenie AK rysunki do instrukcji wojskowych, ilustrując ulotki; w latach 1943-1944 kierował podziemnym czasopismem kulturalnym „Droga” i związanym z nim wydawnictwem; pod pseudonimem „Anzelm" publikował w „Drodze” pierwsze artykuły o sztuce. W 1944 roku wykonał w technice linorytu okładki m.in. do książki Ewy Pohoskiej ps. Halina Sosnowska „Schyłek Amonitów”, poezji Tadeusza Borowskiego „Gdziekolwiek ziemia"- arkusz poetycki nr 1, zbioru wierszy Krzysztofa Kamila Baczyńskiego ps. Jan Bugaj - Arkusz Poetycki nr 2. W czasie okupacji rozpoczął studia historii sztuki na UW, które ukończył w 1950 roku. W 1964 roku uzyskał tytuł doktora, w 1970 docenta, a w 1980 roku profesora nadzwyczajnego. Wykładał w Instytucie Sztuki UW, zajmował się m.in. architekturą indyjską, która była tematem jego pracy doktorskiej.
Był członkiem Międzynarodowego Stowarzyszenia Krytyków Sztuki i The Asiatic Society w Kalkucie.

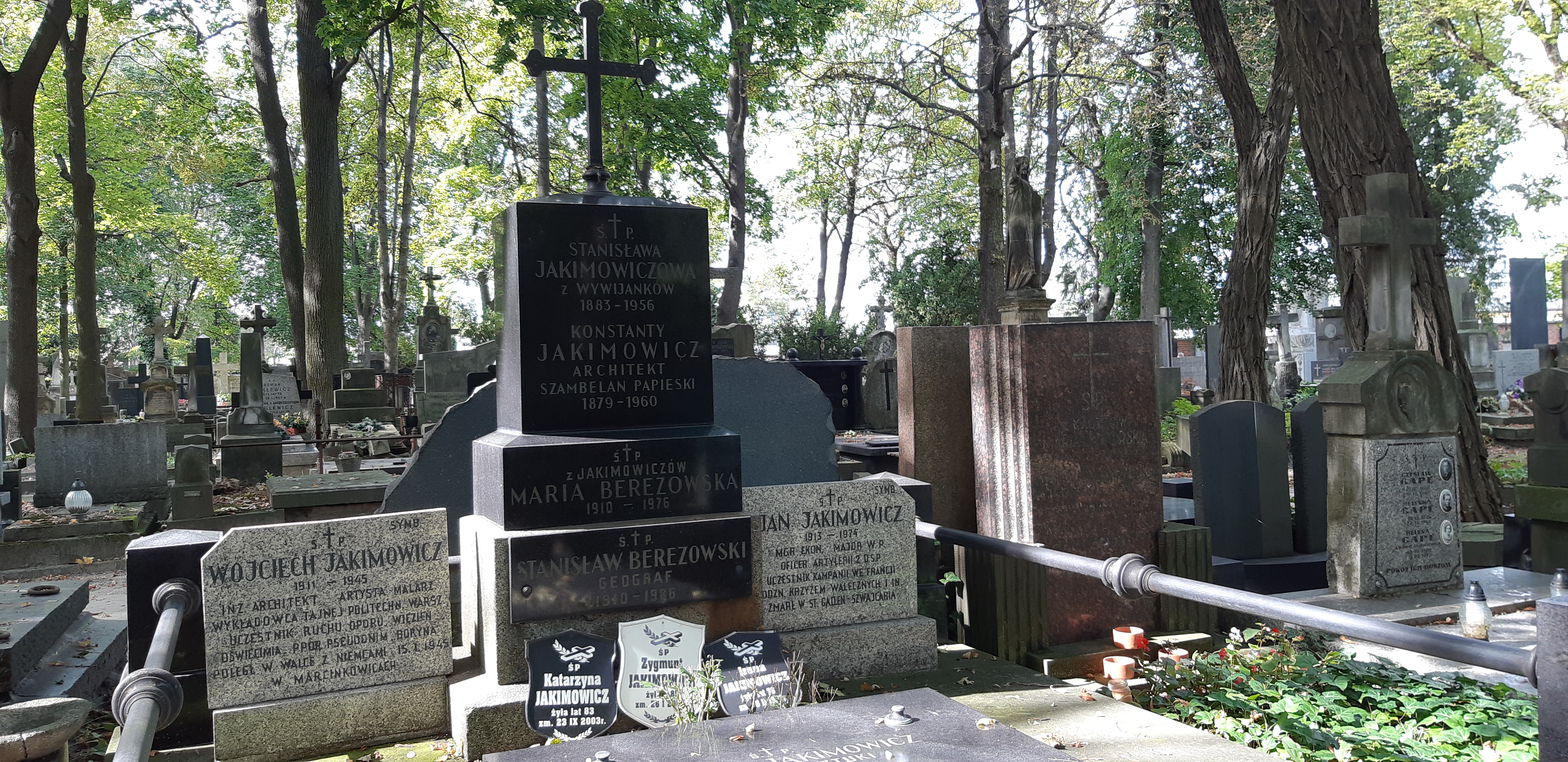
Grób Konstantego Jakimowicza na cmentarzu Powązkowskim w Warszawie

Został pochowany na cmentarzu Powązkowskim w Warszawie w grobie rodzinnym(kwatera 67-5-16,17).

## Wybrane publikacje
- A. Jakimowicz, A. Ryttel, Indie : panorama sztuki, Arkady, Warszawa 1978
- A. Jakimowicz, Jacek Malczewski, „Auriga”, Warszawa 1974
- M. Jakimowicz-Shah, A. Jakimowicz, Mitologia indyjska, WAiF, Warszawa 1982, ISBN 83-221-0176-7
- A. Jakimowicz, Sztuka Indii : szkice , Wiedza Powszechna, Warszawa 1964
- A. Jakimowicz, Sztuka Indonezji, Wiedza Powszechna, Warszawa 1974
- A. Jakimowicz, Zachód a sztuka Wschodu : [orientalizm], PWN, Warszawa 1967